# Sweetwater (Tennessee)
Sweetwater é uma cidade localizada no estado norte-americano de Tennessee, no Condado de McMinn e Condado de Monroe.

## Demografia
Segundo o censo norte-americano de 2000, a sua população era de 5586 habitantes.
Em 2006, foi estimada uma população de 6314, um aumento de 728 (13.0%).

## Geografia
De acordo com o United States Census Bureau tem uma área de 17,9 km², dos quais 17,9 km² cobertos por terra e 0,0 km² cobertos por água. Sweetwater localiza-se a aproximadamente 298 m acima do nível do mar.

## Localidades na vizinhança
O diagrama seguinte representa as localidades num raio de 20 km ao redor de Sweetwater.